# See (Gemeinde Schönberg)
See ist eine Ortschaft in der Gemeinde Schönberg am Kamp in Niederösterreich.

## Geografie
Die kleine Ortschaft befindet sich südwestlich von Schönberg am ehemaligen Ufer eines verlandeten Teiches. Dieser Teich befand sich nördlich der Landesstraße L7007, die zugleich die Ortsstraße und den Damm bildete. Der verlandete Teich ist im Gelände noch gut erkennbar.

## Geschichte
Laut Adressbuch von Österreich waren im Jahr 1938 in See ein Binder und einige Landwirte ansässig.